# Pemuxtitla, Veracruz
Pemuxtitla är en ort i Mexiko.   Den ligger i kommunen Chicontepec och delstaten Veracruz, i den sydöstra delen av landet, 190 km nordost om huvudstaden Mexico City. Pemuxtitla ligger 647 meter över havet och antalet invånare är 640.
Terrängen runt Pemuxtitla är huvudsakligen kuperad. Pemuxtitla ligger uppe på en höjd. Runt Pemuxtitla är det ganska tätbefolkat, med 56 invånare per kvadratkilometer. Närmaste större samhälle är Benito Juárez, 6,0 km väster om Pemuxtitla. Trakten runt Pemuxtitla består till största delen av jordbruksmark.